# 小松千春
小松 千春（こまつ ちはる、1974年3月3日 - ）は、日本のAV女優、元タレント。東京都出身。
第16代旭化成水着キャンペーンモデル。2008年頃までオフィス・メイに所属していた。
趣味は詩を書くこと、音楽鑑賞。

## 来歴・人物
中学2年の時にモデルとしてデビュー。旭化成の1991年度水着キャンペーンガールに選出される。1991年にTBS系テレビドラマ『熱血!新入社員宣言』で女優デビュー。その後も、テレビドラマ、映画に精力的に出演した。1996年から体調不良により2年間、芸能活動を中止した。
1998年に復帰、ヘアヌード写真集『ten』を発売する。2003年2月に飲食店店長と結婚。2004年4月には男子を出産するが、生後8か月で病死。その後2006年5月に離婚。同年、初のDVDを発売するなど芸能活動を再開。雑誌グラビアではセミヌード止まりとなっていたが、2007年発売の写真集『CROSS』で久々にヘアヌードを披露。ヘアヌード写真集はこれが最後としている。またヌードDVD『FAREWELL,MY LOVELY さらば愛しの女』を発売した。
2009年7月2日、自身のブログでバセドウ病であることを告白。同年7月19日、自身のブログで2008年7月に男児を出産し、未婚の母親であることを告白した。
2010年12月20日、同日発売の『週刊ポスト』2011年1月7日号で「小松千春、疼きます－芸能人専門メーカーより美裸身衝撃デビュー!」と題したヌードグラビアを発表、“芸能人専門メーカー「MUTEKI―スペシャル」より2月1日デビュー決定”との告知がなされた。また、ポストと同日発売の『夕刊フジ』・同日配信の『ZAKZAK』（フジのネットニュースサイト）が、“小松千春がAVデビュー”と見出しにつづった上で2011年2月1日に“芸能人専門レーベルMUTEKIからアダルトイメージDVDを発売”すると報じた。
その後、12月22日に自身のブログで「AVデビューはしません」とAV出演について完全否定したことが複数メディアで報じられた（週刊ポストのグラビアについては触れられていない）ものの、年明けと同時にMUTEKI公式サイトで新レーベル「MUTEKIスペシャル（MTK SPECIAL）」発足と小松のデビュー作『告白』発売が発表。先述グラビア・報道の通り2月1日に発売された。
2015年4月1日に芸能人専門レーベルMUTEKIから発売される「本番」の中で本番行為を解禁することが発表された。
2015年7月1日に芸能人専門レーベルMUTEKIから発売される「受精」の中で中出しSEXを解禁することが発表された。
2016年5月7日に発売される「あなた、許して…。—揺さぶられた感情—」からアタッカーズの専属女優になることが発表された。

## 出演

### テレビ出演

#### 連続ドラマ
- 熱血!新入社員宣言（1991年、TBS系） - 西脇玲子
- 逢いたい時にあなたはいない…（1991年、フジテレビ系） - 酒井康子
- デパート!秋物語（1992年、TBS系） - 松井恵
- 逃亡者 第7話「セーラー服に秘められた事実が…」（1992年、フジテレビ系）
- 白鳥麗子でございます!（1993年、フジテレビ系） - 京子
- 法医学教室の事件ファイル（1993年、テレビ朝日系）
- 白鳥麗子でございます!2（1993年、フジテレビ系） - 京子
- 横浜心中（1994年、日本テレビ系） - 兵藤琴美
- 青春の影（1994年、テレビ朝日系） - 菅野美紀
- SALE!（1995年、ABC=テレビ朝日系） - 大友美土里
- P.S.元気です、俊平（1999年、TBS系） - 松田まゆみ
- 救急ハート治療室（1999年、関西テレビ系） - 小山内静役
- 痛快!三匹のご隠居 第7話「無理難題お茶壺騒動・磨が関白でおじゃる! 」（1999年、テレビ朝日系） - お琴
- 南町奉行事件帖 怒れ!求馬II 第13回「孫の駆け落ち」（1999年 - 2000年、TBS・C.A.L） - 染奴
- 水戸黄門 第29部 第9話「老公の運命を握った女・熊野」（2001年、TBS・C.A.L） - おみち
- 幼稚園ゲーム2～社宅篇～（2002年、CBC=TBS系 ドラマ30） - かおり

#### 単発ドラマ
- ダンシングライフ
- すてきな恋をしてみたい
- ルージュの伝言（1991年7月24日）VOL.17「14番目の月」
- LOVE
- 花たちの法則
- さみしい同盟
- ジャイアンツ!! ～プロ野球がやってくる～
- 愛されること
- オバサン咲いた
- セプテンバーLOVEストーリー
- 聖夜の逃亡者
- 妊娠ですよスペシャル
- 裸の大将
- 人気鑑定士の殺人旅情
- リストラ刑事
- ダブルカップル探偵
- 平成オンナ仕置人
- 古都旅情サスペンス　かぐや姫伝説殺人事件（団地妻奥様パック旅行事件簿1）
- 新・赤かぶ検事奮戦記13
- 旅行作家・茶屋次郎3
- 赤い霊柩車21 (2006年) - 梨田絵里子
- 松本清張ドラマスペシャル・波の塔（2006年12月27日） - 西岡てる子

#### バラエティ
- ドリフ大爆笑#165
- 志村けんのだいじょうぶだぁ
- 志村けんのバカ殿様　- 腰元役
- たけし・所のドラキュラが狙ってる
- マジカル頭脳パワー!!（不定期）
- DAISUKI!（アイキャッチに出演）

ほか多数

### 映画
- She's Rain（1993年、東映アストロ） - 主演・レイコ
- イルカに逢える日（1994年、ケイエスエス） - 主演・桂
- 白鳥麗子でございます!（1995年、東映） - 京子
- 菜の花配達便（1996年、パル企画） - 主演
- サソリ 女囚701号（1998年、ビジョンスギモト） - 主演・松島ナミ(女医)
- サソリ 殺す天使（1998年、ビジョンスギモト） - 主演・松島ナミ
- 極道の妻たち 死んで貰います！（1999年、東映） - 三郷秋穂
- 万華鏡 -Kaleidoscope-（2001年、ケイエスエス） - 主演・美輪繭子
- 数珠縛（2006年） - 主演・巡礼者
- 艶恋師 絶頂請負人（2007年、ティーエムシー） - 雪乃
- 哀憑歌 ～CHI-MANAKO～（2008年、ダックウィード）

### Vシネマ
- あばれブン屋（1998年） - 北原ひかる
- 東京爆弾（2000年）第三話 ENDLESS LIFE
- 全国制覇テキ屋魂（2001年）
- 実録・九州やくざ抗争史 LB熊本刑務所 義絶盃（2002年） ※特別出演
- 哀憑歌 ～NU-MERI～（2008年）
- 哀憑歌 ～GUN-KYU～（2008年） - 主演・香菜子(海洋生物研究の講師)
- 侠(おとこ)の復讐（2008年）

### ラジオ番組
- 小松千春 お願い!!Mr.POSTMAN（文化放送）

### CM
- エースコック「ワンタンメン」
- ARAX「ノーシンホワイト」
- 旭化成イメージガール
- アサヒビール飲料「ビタミンファームよくばりオレンジ」
- Victoria
- 花王「ビオレマイルド泡ウォッシュ」
- OMMG
- キリン「新・ビール工場生」
- LG化学「タケシオ」
- ダイフレックス

### 舞台
- 遠山の金さん ～新しき門出～（明治座）
- 遠山の金さん ～新しき門出～（新歌舞伎座）
- ミュージカル「ペーパームーン」

## 映像作品

### イメージビデオ
| 発売日     | タイトル                          | 規格品番 | メーカー             | 備考    |
| ---------- | --------------------------------- | -------- | -------------------- | ------- |
| 1993年9月  | NATURAL LOVE                      |          | ポニーキャニオン     | VHS     |
| 1993年12月 | NATURAL                           |          | ポニーキャニオン     | VHS・LD |
| 2006年11月 | ちはるいろ                        |          | 竹書房               | DVD     |
| 2007年2月  | FAREWELL,MY LOVELY さらば愛しの女 |          | トラフィックジャパン | DVD     |

### アダルトビデオ
| 発売日         | タイトル                                 | 規格品番                             | メーカー     | 備考                             |
| -------------- | ---------------------------------------- | ------------------------------------ | ------------ | -------------------------------- |
| 2011年2月1日   | 告白                                     | 9MTSP-001（Blu-ray） MTSP-001（DVD） | MUTEKI       | 擬似性交。張形や前貼り等を使用。 |
| 2011年12月1日  | 宿命                                     | MTSP-002                             | MUTEKI       | 擬似性交。張形や前貼り等を使用。 |
| 2012年4月1日   | 再会                                     | MTH-003                              | MUTEKI       |                                  |
| 2015年4月1日   | 本番                                     | 9TEK-065（Blu-ray） TEK-065（DVD）   | MUTEKI       |                                  |
| 2015年7月1日   | 受精                                     | 9TEK-068（Blu-ray） TEK-068（DVD）   | MUTEKI       |                                  |
| 2016年5月7日   | あなた、許して…。—揺さぶられた感情—      | SSPD-127                             | アタッカーズ |                                  |
| 2016年7月7日   | 夫の目の前で犯されて―特別編 刻まれた哀情 | ADN-098                              | アタッカーズ |                                  |
| 2016年10月14日 | 高級娼婦                                 | MKMP-117                             | million      |                                  |
| 2017年2月10日  | 緊縛未亡人                               | MKMP-141                             | million      |                                  |

## 出版

### 写真集
- INNOCENT（1992年12月5日、ワニブックス、撮影：野村誠一）ISBN 484702303X
- BEAUTE（1993年11月10日、ワニブックス、撮影：野村誠一）ISBN 4847023439
- SENTIR（1995年1月、ワニブックス、撮影：橋本雅司）ISBN 4847023862
- ten（1998年11月、ワニブックス、撮影：宮澤正明）ISBN 4847025059
- 月刊 小松千春（2000年10月、新潮社、撮影：斎門富士男）ISBN 978-4107900777
- voyage（2000年12月、ワニブックス、撮影：横木安良夫）ISBN 4847025970
- CROSS（2007年2月、双葉社、撮影：野村誠一）ISBN 4575299502